# Une conquête (film, 1911)
Pour les articles homonymes, voir Une conquête.
Pour plus de détails, voir Fiche technique et Distribution.
Une conquête est un film muet français réalisé par Henri Pouctal, sorti en 1911.

## Fiche technique
- Titre : Une conquête
- Réalisation : Henri Pouctal
- Scénario : Henri Pouctal
- Photographie :
- Montage :
- Société de production : Le Film d'art
- Société de distribution : Pathé Frères
- Pays d'origine :  France
- Langue : français
- Métrage : 395 mètres
- Format : Noir et blanc — 35 mm — 1,33:1 — Muet
- Genre :  Comédie
- Durée : 13 minutes
- Dates de sortie : 
  -  France : 1911

## Distribution
- Félix Huguenet : Monsieur Bernardière
- Blanche Denège : Henriette
- Jean Worms : Pierre
- Marie-Laure : Madame Lenormand